# 野村明大
野村 明大（のむら めいだい、1972年6月5日 - ）は、読売テレビのアナウンサー兼解説委員。

## 略歴
兵庫県尼崎市出身。大阪市立鴫野小学校、灘中学校・高等学校、東京大学経済学部経済学科卒業。大学卒業後の1996年にアナウンサーとして同社入社。入社後は、『ズームイン!!朝!』や『週刊トラトラタイガース』のキャスターを務めるかたわら、スポーツアナウンサーとしてスポーツ中継（主に野球・サッカー）の実況・リポーターを担当。2005年には、阪神タイガースがセントラル・リーグの優勝を決めた9月29日の読売ジャイアンツ戦（甲子園球場）で、当時の阪神監督・岡田彰布への優勝監督インタビューを務めた。
1997年、テレビアニメ『名探偵コナン』の劇場版第1作『名探偵コナン 時計じかけの摩天楼』に、ヘリコプターに搭乗して爆弾事件を実況するニュースキャスター役の声優として出演した。
2007年から2013年6月までは、アナウンス部に籍を置きながら報道局の記者を兼務。大阪府市政担当キャップ（大阪府知事時代の橋下徹の番記者）や、神戸支局の支局長などを歴任。2007年12月、ささやき女将が話題となった船場吉兆の会見を取材。2010年3月、のちに橋下徹が代表を務める大阪維新の会による大阪都構想をスクープ。同年12月放送の『かんさい情報ネットten!』年末特別番組の放送内で、その経緯を明かした。知事定例会見においてしばしば橋下知事（当時）と激論を交わし、橋下が「理屈では勝てない」と漏らしたエピソードや映像が、2016年10月の『情報ライブ ミヤネ屋』内で紹介された。
2013年7月1日からは、『情報ライブ ミヤネ屋』でプロデューサーを務めるかたわら、スタジオでの解説、中継リポート、記者会見での取材などを不定期で担当。2014年3月、STAP細胞に関する理化学研究所の記者会見リポートを担当した際には、司会の宮根誠司から「この番組で一番頭の良い人を送り込みました」と紹介された。2017年9月6日放送回にて、当時民進党衆議院議員だった大学の後輩である山尾志桜里の不倫疑惑を扱った際、古い知人としての見解を訊いた宮根に対し「彼女はちゃんと説明すると思う」というコメントで山尾を擁護した。2017年12月末でプロデューサー業から退くも、2018年2月の平昌オリンピック期間中に開催地である平昌での取材や中継リポートを担当するなど、同年3月まで随時出演していた。
2018年4月2日からは、大学およびアナウンサーの後輩に当たる諸國沙代子がキャスターやリポーターを務める『朝生ワイド す・またん!』で、月 - 水曜分のニュース解説を担当。木・金曜（同年3月30日までは月 - 金曜）担当の辛坊治郎と共に、報道系のロケ取材にも赴く。辛坊がニュース解説を勇退した2019年4月からは、辛坊の担当を引き継ぐ形で、月 - 金曜日の解説を任されている。
2021年6月1日より、解説委員に就任。同日の『す・またん!』放送回よりテロップ紹介に大きく「解説委員」と表記される。2020年7月6日からはテロップ表記が「解説デスク」となった。

## 人物
『朝生ワイド す・またん!』の番組内で、左利きであることや、競馬ファンであることを明かした。『す・またん!』の共演者である森たけしからは時折「なんちょこ」と呼ばれている。この愛称は、『す・またん！夏休みSP 〜オジサン達の台湾旅〜』 でのロケにおいて、台湾原住民ブヌン族の長から「へなちょこやろー」と言われた際、現地通訳が「なんちょこ このやろー」と誤訳した片言の表現が爆笑を誘った事に由来する。自身はその呼び名を頑なに拒否しているが、上司である森たけしを筆頭に『す・またん!』スタッフ陣営は面白がり定着させようとしている。
『す・またん!』での肩書が「解説デスク」となって以降、森たけしから「机（つくえ）」と呼ばれることがある。
読売テレビ報道デスクの小島康裕とは同年齢かつ同期入社である。2019年12月より『す・またん』を休演した場合は小島が代役としてニュース解説を務めている。
2018年11月25日に行われた大阪マラソンに参加し、6時間07分50秒のタイムで完走した。本人曰く、『トイレに行きすぎたせいでタイムが悪かった。トイレに行く回数がもっと少なければ良いタイムが出ていた』と釈明。
結婚をしていて長男と長女がいるがその長男と長女は双子産まれである。すまたん内のVTRで「まゆみ（妻）愛してるよ〜!」と絶叫。
音声アプリVoicy内にて、高校時代茶髪にしていたと発言。 過去にジュリアナ東京でアルバイトした経験についても、番組内で語った。
森脇健児は、実母（英語教師）の教え子である。

## 騒動・批判

### 三浦瑠麗との論争
2021年6月15日、野村が自身のTwitterで「人流を減らしても感染者が減るわけではない...とかテレビで堂々と言ってしまう文化人がいて、もう唖然ですね...」と名前を伏せたうえで、「人流を減らすことがベスト選択かは分かりませんが、感染者が減ることは、『絶対』です。 言論の自由は大切ですが、この程度の人が公然と発信することは、害悪だと思います」などと批判した。これは同日放送の「めざまし8」（フジテレビ）での三浦瑠麗の発言をデイリーが記事にした「三浦瑠麗氏『人流減らしても感染者減るわけではない』『分科会も分からないこと多い』」（2021年6月15日付）に対する反応だとして、17日に三浦が自身のブログで野村への質問状を公開。野村のツイートは元の三浦の発言を確認しているとは思われず、ただ単に三浦を公の言論空間から追い出したいという願望の表明および誹謗の形でなされているとして、「三浦が述べた論拠を批判することなく上記ツイートのように述べることは『論評』『批判』の域ではなく、過失として看過されるべきものではありません。」として野村に解説委員としての見解を求めた。
① 人流そのものが直ちに感染拡大をもたらすものではないということは専門家によってたびたび指摘されていることであり、実際のデータ分析において人流と感染者数をとっても常に相関があるとは言えない。また人流を減らしても、（潜伏期間がたっても）感染が減少せずに急拡大を続けた各国の事例は多々存在する。緊急事態宣言が解除されたとしても、感染対策については続けるということを三浦は番組内で述べている。個々人が感染対策をすることにきちんと注意を払ったうえで、政策検証や政策提言の意味で人流抑制策の効果に対して異論を述べることは「害悪」にあたると考えるか。また、もし「害悪」にあたるとすれば人流抑制策は一切検証できないことになるが、その場合のメディアは報道の自由をきちんと行使していると考えられるか。② 三浦は分科会のメンバーに話を伺い、人流と感染の増減の相関について質問しているが、三浦の①に述べたような意見は否定されていない。その中で、東京と大阪で第四波における感染の違いをもたらした原因に関してはまだ分からないことがあることを分科会のメンバーは認めている。このような取材結果を番組で述べたが、それは「害悪」にあたると考えられるか。③ 三浦が述べてきたように人流抑制策には副作用としての大きな経済社会被害が存在するが、それを甘受して多くの誠実な業者や市民が要請に協力している。しかるに、大手マスメディアは報道という重要な社会インフラを提供しているため、比較的多くの割合でリアルな通勤やロケ、取材などを行うことができている。そのような特権的な立場にあり、それだけ言論空間の多様性を維持することに重い価値を担っている立場にある者として、三浦の①及び②のような意見がマスメディアで表明されることを「害悪」だと表現した自らの行為は著しく不適切だとは思わないか。④ デイリーの見出しが言葉足らずであることは三浦の責任ではないが、仮にその見出しを読んで「人流が増える」ことを懸念したのであれば、デイリーに苦言を述べるのではなく三浦の発言を攻撃対象としたことについて、解説委員としての行動にふさわしいと考えるか。
以上の4点について質問を投げかけたが、野村は沈黙を続け、追及を逃れた。その後、6月28日に読売テレビの担当者が三浦の元を訪れ、経緯を説明したことで三浦も了承し、騒動は終結した。その後も野村本人は一切の説明や弁明、謝罪は行っていない。
三浦は後にこの騒動を振り返って「（分科会は）どういう理由で感染拡大したり下がっていくのかが、分からない部分があることまでは分かっている。ところが分科会の応援団たちは、分科会自身が認めている『私たちには分からないことが沢山あります』ということすら、認めようとしない」と批判。野村の「感染者が減ることは、『絶対』」というツイートを取り上げ、「分科会でさえ言わないような“断定”というものが、専門家から遠ざかる応援団になればなるほど増えていき、その正しさをTwitterで競おうとするので、政策検証をしようとする考え方がそもそもない」とし、実際に政策検証しようとする人までバッシングする姿勢を批判した。
2021年9月以降も、野村明大は朝のテレビ番組で、夏休み明けの人流増大でコロナが激増すると繰り返し発言するなどしていたが、野村の予想に反してコロナ患者は激減した。
2022年4月のゴールデン・ウィークの前時点ですら「GWが明けたら感染爆発が起こる」と、自らが出演する番組「す・またん」で言い放っている（実際には感染爆発は起こっていない）。

## 現在の担当番組
- 朝生ワイド す・またん! ・ZIP!（読売テレビローカルパート、ニュース解説） 
  - 月 - 水曜日（2018年4月2日 - 2019年3月27日）（週3回）
  - 全曜日（2019年4月1日 - 2022年3月25日）（週5回）
  - 月・水 - 金曜日（2022年3月28日 - 2024年3月22日）（週4回）
  - 水・木曜日（2024年3月27日 - 2025年3月26日）（週2回）
  - 水・木曜日・隔週金曜日（2025年4月2日 - ）（週2回または3回）
- NNN系列全国ニュース内の関西ローカルパート（不定期）
- そこまで言って委員会NP（2019年12月1日 - パネリスト、政策秘書→秘書室長）
  - パネリストとして不定期出演していたが、2021年3月からは政策秘書として毎週レギュラーで出演。2024年4月より肩書きが秘書室長となる。

## 過去の担当番組
- ズームイン!!朝!（関西地区キャスター）
- 週刊トラトラタイガース
- PRIDE&SPIRIT 日本プロ野球他スポーツ中継
- ニューススクランブル（2008年9月3日 - 5日）坂泰知の代理
- 情報ライブ ミヤネ屋 - 記者との兼任時代にも取材リポートで不定期出演、以前は統括プロデューサー兼務。
- ウェークアップ!ぷらす - 2018年以降、辛坊不在時の代役。
- クチコミ新発見!旅ぷら（2022年2月20日「岡山・井原（岡山・前編）」〈SP第8回〉・2022年2月27日「岡山・総社（岡山・後編）」〈SP第9回〉）- ツアーコンダクター。具志堅用高・西野未姫と共演。